# 松前健
松前 健（まつまえ たけし、1922年（大正11年）9月5日 - 2002年（平成14年）3月24日）は、日本の宗教学者、神話学者。天理大学教授、立命館大学教授、大阪成蹊女子短期大学教授、奈良大学教授。
都立高教諭・大学非常勤講師だった1960年に『日本神話の新研究』を刊行し、翌年日本宗教学会の姉崎正治記念賞を受賞。こうした初期の成果が三品彰英らに高く評価され、のち関西に拠点を移した。『日本神話の形成』（1970年）で文学博士号を取得して以降、天理大学をはじめ関西の各大学でそれぞれ教授をつとめた。

## 経歴
出生から幼少期
1922年、日本統治時代の朝鮮全羅南道木浦の栄町（日本人街）で貿易を営んでいた商家に生まれた。原籍は山口県熊毛郡室津村。一家は、日清戦争直前の祖父母の代より朝鮮に渡り、綿花や雑貨を扱う卸売業を始めていた。母方の祖父も同じころ朝鮮に渡って仁川港で商売に従事していた。父方母方はともに室津の旧家であったらしく、父方の松前一族は室津のほか、岩国や柳井、麻里布、大島などの各地に居住して代々商家を営み、母方の河野氏は船宿のようなものを代々の家業としていた。両家はいずれも平氏の流れを称して代々通婚を続けて来たという。
幼少の頃より体が弱く、大病のため1年遅れて小学校へ入学。1935年（昭和10年）春、「子供たちの教育のため」と称し、一家は朝鮮の店舗を人に譲り、東京の大森区上池上に家を建てて転居した。小学6年の進学組に転入した翌年、東京府立第八中学校（現東京都立小山台高等学校）に合格。同年父が自動車産業に進出し工場を操業するも、その後の業績は捗々しくなかったという。
中学卒業後は日米の開戦を挟んで2度受験に失敗。1943年に國學院大學に入学するも、軍事教練が続き、まもなく学徒兵として入営。ひ弱な学徒を集めた「特訓隊」に入れられた後、幹部候補生試験にも失格し、連隊本部付の連絡兵となった。1944年7月、フィリピンのマニラに上陸後、ホロ島、タラカン島（北ボルネオ）を経て、翌年3月にオランダ領東インドのバリクパパンに転進。ここで特訓教育を受けて衛生兵となったことで「斬り込み突撃」からも外され、所属小隊が全滅するなか一人生き残った。ロアクールの兵站病院を退院後、サマリンダの部隊に帰隊してまもなく終戦を迎えた。
戦後 國學院大學復学から東京での活動
終戦翌年の1946年5月31日に帰国。皇国史観につながった上代古典を洗い直してみたくなり、同年9月國學院大學に復学。次第にその研究に魅了され、折口信夫を生涯の師と仰いだ。
文学部国文科（旧制）を卒業後は、東京都立目黒高等学校に勤務。その一方で、國學院大學研究科で折口学と神話研究を続け、翌年には柳田国男の民俗学研究所にも出入りした。目黒高校の講師から正教諭（定時制）となった翌々年の1953年、大場磐雄と高崎正秀の勧めもあり、大学院修士課程に進学したが、同年9月に折口が急逝。将来を約束してくれた師を失い、これ以降母校における不遇の扱いに苦悩することとなる。3年後、修士課程を修了したものの、博士課程に進む必要はないとされ、以後13年間にわたり非常勤講師に留め置かれた。初めの5年間は心外にも英語の補講講師を命じられ、この間論文ひとつ書かせてもらえなかったという。
しかし西田長男の好意と指導で刊行に至った書き下ろしの書『日本神話の新研究』（1960年）を処女出版すると、学会誌に取り上げられたり書評の対象になるなど高い評価を受けた。神話学の最高権威であった松村武雄をはじめ、松本信広、三品彰英、岡正雄、石田英一郎、肥後和男らから賛辞を贈られた。同書は翌1961年、小口偉一と岸本英夫の推薦で姉崎正治記念賞（日本宗教学会）を受賞。どうにか國學院大學で開講に至っていた「神話学」講座に加え、あらたに樋口清之の好意で「文化人類学」講座、さらに富倉徳次郎の依頼により駒澤大学国文科で「民俗学」講座を担当したが、学内では引き続き研究活動に対して迫害や妨害、政治的圧力に悩まされた。
関西へ拠点を移す
満47歳の春に、決心して京都府へ転住。松前に対して、それまで幾度か京都で発表の機会を与えてきた三品彰英が松前の研究事情を察して尽力したことにより、平安博物館（現京都文化博物館）の助教授兼有職課長として迎えられたものであった。以来、博物館での諸行事の取り仕切りや企画などに携わったほか、館長角田文衞の計らいで「友の会」活動を担当し、会員らを引率して全国各地の寺社、遺跡、博物館などを訪れては自身の研究の幅を広げた。1972年、三品の斡旋で刊行した『日本神話の形成』（1970年）を学位論文として提出し、文学博士号を取得。この間、上田正昭、岡田精司、山上伊豆母、和田萃、井上満郎らと「新国学談話会」を立ち上げ、これはのちに土橋寛、丸山顕徳らが加わって「古代研究会」に発展した。
1974年、金関丈夫の推薦を得て天理大学文学部の専任教授に迎えられた。就任2年目には客員教授として米国インディアナ大学へ1年間赴任し、民俗学研究所長リチャード・ドーソン (民俗学者)教授を通じて欧米のアカデミーとも関係をもつようになった。1980年からは、福田晃の斡旋により立命館大学文学部日本学科の専任教授となり8年間を過ごした。この間、岡田精司が発議した「祭祀史料研究会」に加わったほか、説話・伝承学会、口承文芸学会などにも関係した。立命館を定年退職後、土橋寛の世話で2年間大阪成蹊女子短期大学教授を勤め、1990年4月からは奈良大学に移って、文学部教授となった。
2002年3月24日に死去。

### 年譜
- 1922年（大正11年） - 9月5日旧朝鮮全羅南道木浦に生まれる
- 1935年（昭和10年） - 東京市池雪尋常小学校転入
- 1936年（昭和11年） - 東京府立第八中学校（現東京都立小山台高等学校）入学
- 1950年（昭和25年） - 國學院大学文学部国文科（旧制）卒業
- 1951年（昭和26年） - 東京都立目黒高等学校（定時制）教諭（～1969年）
- 1956年（昭和31年） - 國學院大学大学院日本文学専攻科修士課程修了。國學院大学文学部講師（非常勤）
- 1969年（昭和44年） - 古代学協会・平安博物館助教授（のち教授）兼有職課長
- 1974年（昭和49年） - 天理大学文学部専任教授
- 1976年（昭和51年） - インディアナ大学客員教授（～1977年）
- 1980年（昭和55年） - 立命館大学文学部教授
- 1988年（昭和63年） - 大阪成蹊女子短期大学教授
- 1990年（平成2年） - 奈良大学文学部教授

## 受賞
- 1961年：姉崎正治記念賞（日本宗教学会）を受賞。『日本神話の新研究』（1960年）に対して。

## 研究内容・業績
民俗学、文化人類学、歴史学と幅広い視点から、古代の王権と神話との関わりを考究。海外の神話学の方法も積極的に採り入れた。その日本神話の研究方法については、文献的・歴史学的な方法と、比較神話学的な方法の二流派を併せたような綜合的方法として学界から評価された。
神話は古代人の信仰文化や世界観・人間観などを知るよすがとなるもので、いわば古代人が残した無形の文化財と語る。日本では戦前その扱い方を間違ったが、それをもって『古事記』などの神話そのものを小中高の一般教育の場から追放すべきではないと主張した。

## 著作
著書
- 『日本神話の新研究：日本文化系統論序説』桜楓社 1960、新版1970年
- 『日本神話の形成』塙書房 1970
- 『日本神話と古代生活』有精堂出版 1970
- 『神々の系譜：日本神話の謎』PHP研究所 1972、新版 吉川弘文館 2016年
- 『日本の神々』中公新書 1974、講談社学術文庫 2016
- 『古代伝承と宮廷祭祀：日本神話の周辺』塙書房 1974
- 『古代日本の権力者』朝日新聞社 1975
- 『出雲神話』講談社現代新書 1976、講談社学術文庫 2024

- 『日本神話99の謎：神々のパンテオンで何が起こったか』サンポウジャーナル 1978
- 『日本神話の謎』大和書房 1985
- 『大和国家と神話伝承』雄山閣出版 1986
- 『古代信仰と神話文学：その民俗論理』弘文堂 1988
- 『日本の神話と古代信仰：王権論を中心に』大和書房 1992
- 『ある神話学者の半生記：戦場の死線と戦後の苦闘を越えて』近代文芸社 1992
- 『神々の祭祀と伝承：松前健教授古稀記念論文集』上田正昭編、同朋舎出版 1993
- 『謎解き日本神話：現代人のための神話の読み方』大和書房 1994
- 『古代王権の神話学』雄山閣、2003年
- 『日本の神々』中央公論新社〈中公新書ワイド版〉 2004
- 『ある神話学者の半生記：戦場の死線と戦後の苦闘を越えて』(神話学名著選集 第2期 26) ゆまに書房 2005
- 『日本神話の謎がよくわかる本』大和書房、2007
- 改題『こんなに面白かった日本神話』大和書房 2021

著作全集
『松前健著作集』おうふう 1997-1998
1. 古典総論篇
2. 口承文芸総篇
3. 神社とその伝承
4. 神と芸能
5. 日本神話原論
6. 王権祭式論
7. 日本神話と海外
8. 出雲神話の形成
9. 日本神話論1
10. 日本神話論2
11. 日本神話の研究
12. 古代信仰と民俗
13. (別巻)総索引・その他

共著・編著
- 『神と神を祭る者』小林行雄・角川源義・亀井孝・臼田甚五郎ほか、小林行雄・池田弥三郎・角川源義編、角川書店 1967
- 『火』清水昭俊・石部正志・松前健・坪井洋文ほか、大林太良編、社会思想社 1974
- 『古代日本の権力者：ゼミナール』松前健・大場磐雄・鳥越憲三郎・原田大六ほか、朝日新聞社 1975
- 『天地開闢と国生み神話の構造』松前健・森重敏・吉井巌・服部旦ほか、有精堂出版 1976
- 『民間宗教文芸』大島建彦・松前健・永井義憲・藤原勉ほか、五来重ほか編、弘文堂 1979
- 『太陽と月：古代人の宇宙観と死生観』谷川健一・大林太良・松前健・窪徳忠ほか、小学館 1983
- 『天地創成』〈日本の神話 1〉伊藤清司・松前健編著、ぎょうせい 1983
- 『葦原中国』〈日本の神話 2〉伊藤清司・松前健編著、ぎょうせい 1983
- 『天孫降臨』〈日本の神話 3〉伊藤清司・松前健編著、ぎょうせい 1983
- 『神武東征』〈日本の神話 4〉伊藤清司・松前健編著、ぎょうせい 1983
- 『倭建命』〈日本の神話 5〉伊藤清司・松前健編著、ぎょうせい 1983
- 『京の社:神々と祭り』上田正昭・岡田精司・五来重・山上伊豆母ほか、人文書院 1985
- 『出雲の神：神話と氏族』上田正昭・宮沢明久・八木充・瀧音能之ほか、上田正昭編、筑摩書房 1987
- 『稲荷明神:正一位の実像』松前健・伊藤唯真・山上伊豆母・宮田登ほか、松前健編、筑摩書房 1988
- 『律令制祭祀論考』岡田精司・西宮秀紀・矢野建一・菊地康明ほか、菊地康明編、塙書房 1991
- 『古代祭祀の歴史と文学』松前健・内田順子・榎村寛之・寺川真知夫ほか、岡田精司編、塙書房 1997
- 『神話伝承から見た丹波と出雲』〈丹波学叢書 42〉松前健述、亀岡市教育委員会編 1997年
- 『古代日本人の信仰と祭祀』松前健・井上辰雄・吉野裕子・本位田菊士ほか、大和書房 1997

## 松前健に関する参考文献
- 松前健『ある神話学者の半生記：戦場の死線と戦後の苦闘を越えて』近代文芸社、1992年。
- 「追悼　松前健先生」『論究日本文学』（立命館大学、2002年）
  - 松前健先生をしのんで - 福田晃
  - 松前健先生回想 - 真下厚
  - 松前健先生を思い出そう - 三浦俊介
  - おもひで - 龍野暁啓